# Agence de l'Union européenne pour les chemins de fer

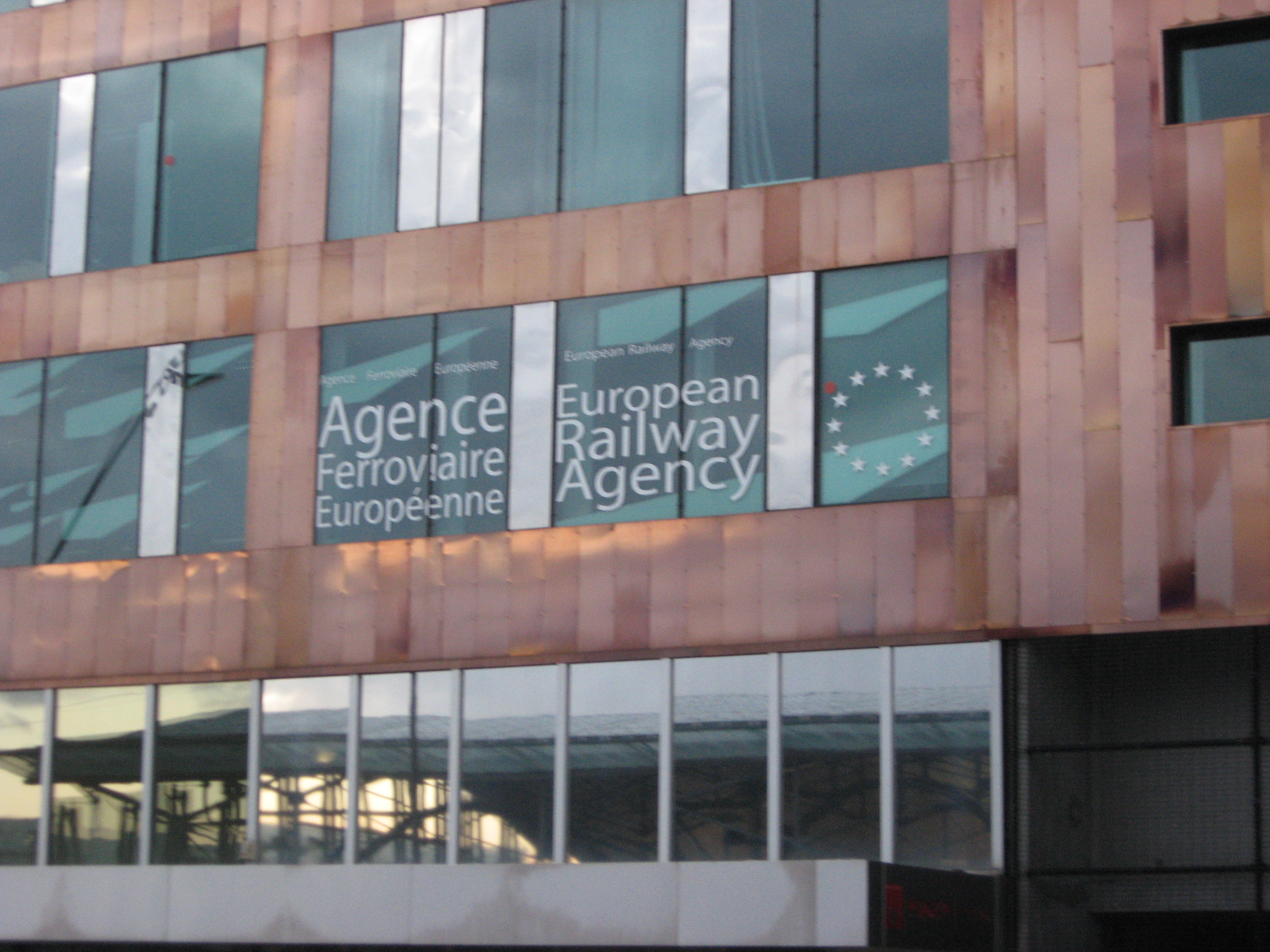
Le bureau de Lille

L’agence de l'Union européenne pour les chemins de fer (en anglais European Union Agency for Railways) est une agence communautaire créée le 29 avril 2004 par un règlement du Parlement européen et du Conseil. Elle a une double mission dans les domaines de la sécurité et de l’interopérabilité ferroviaire.
Cet organisme dont le siège est situé à Valenciennes et qui tient ses réunions et conférences internationales à Lille (Nord, France) emploie une centaine de personnes. Son budget est évalué à environ 30 millions d’euros par an.

## Objet
L’Agence de l'union européenne pour les chemins de fer a pour tâche principale de rapprocher les règles techniques et les règles de sécurité nationales des États membres de l'Union, l'incompatibilité entre les réseaux étant une source de limitation du développement des chemins de fer en Europe. Son objectif est d’établir progressivement des règles de sécurité communes à tous les réseaux européens.
Cela est destiné à créer un marché ferroviaire véritablement intégré, et capable d’être compétitif avec les autres modes de transport, tout en conservant son niveau élevé de sécurité.

## Histoire
L'agence est créée le 29 avril 2004.
Le 22 juin 2009, est inauguré son nouveau siège à Valenciennes. L'agence, dirigée par Marcel Verslype, est l'employeur de 118 salariés ayant 22 nationalités différentes. Elle gère des bases de données permettant de suivre un parc ferroviaire représentant environ deux millions d'unités de matériel roulant ferroviaire.
En juin 2016, l'agence ferroviaire européenne (en anglais European Railway Agency - ERA) change de nom lors de l'approbation par le Parlement européen du quatrième paquet ferroviaire et devient l'agence de l'union européenne pour les chemins de fer (en anglais European Union Agency for Railways).

## Organisation de l'agence
Depuis 2015 son directeur général est l’Autrichien Josef Doppelbauer,. Il suivit le Belge Marcel Verslype, ancien membre du cabinet du commissaire aux transports Karel Van Miert dans les années 1990 et ancien dirigeant de la SNCB. Nommé le 28 octobre 2004, son premier mandat de cinq ans a été renouvelé en 2009.
Son conseil d’administration comprend un représentant par État membre, 4 représentants de la Commission et 6 représentants du secteur ferroviaire (sans droit de vote). Il a tenu sa première réunion le 15 juillet 2004.
Le 27 juin 2017, Clio Liégeois, juriste, attachée au Service public fédéral belge et représentante de la Belgique a été élue présidente.